# Raimondo della Torre
Raimondo della Torre (... – 23 febbraio 1299) è stato un patriarca cattolico italiano.

## Biografia
Figlio di Pagano I della Torre Signore di Milano e della Valsassina in Lombardia, fratello di Napo della Torre, apparteneva alla potente famiglia lombarda dei Della Torre.
Fu arciprete di Monza dal 1251 al 1262; concorse con Francesco da Settala alla cattedra della sede arcivescovile di Milano, resasi vacante dal 1257. Nonostante il suo avversario avesse ritirato la candidatura nel 1262, la lunga divisione tra gli elettori portò all'intervento di papa Urbano IV, che elesse Ottone Visconti quale titolare della sede milanese. Per non scontentare i della Torre, il papa nominò Raimondo vescovo di Como, cattedra che tenne dal 1262 al 1274.
Nel 1269 fu catturato da Corrado Venosta von Matsch, feudatario del castello di Boffalora a Sondalo in Valtellina, ed esposto in una gabbia al pubblico ludibrio. Venne poi liberato dalle milizie di Napo Torriani che distrussero il castello il 25 settembre 1273.
Raimondo, esponente di spicco del partito dei Guelfi, il 21 dicembre 1273 venne nominato patriarca di Aquileia da papa Gregorio X; presso di lui trovarono rifugio in Friuli i Della Torre e i nobili milanesi a loro fedeli dopo la sconfitta nella battaglia di Desio. Grazie alla sua posizione ebbe inizio la presenza dei Della Torre in Friuli.
Tra i patriarchi che governarono sulla Patria del Friuli fu certamente uno dei migliori, anche se, come i suoi predecessori e i suoi successori, ebbe contro i Trevigiani, i signori Da Camino, i conti di Gorizia e i Veneziani.
Raimondo venne sepolto nella Basilica di Aquileia.

## Le guerre

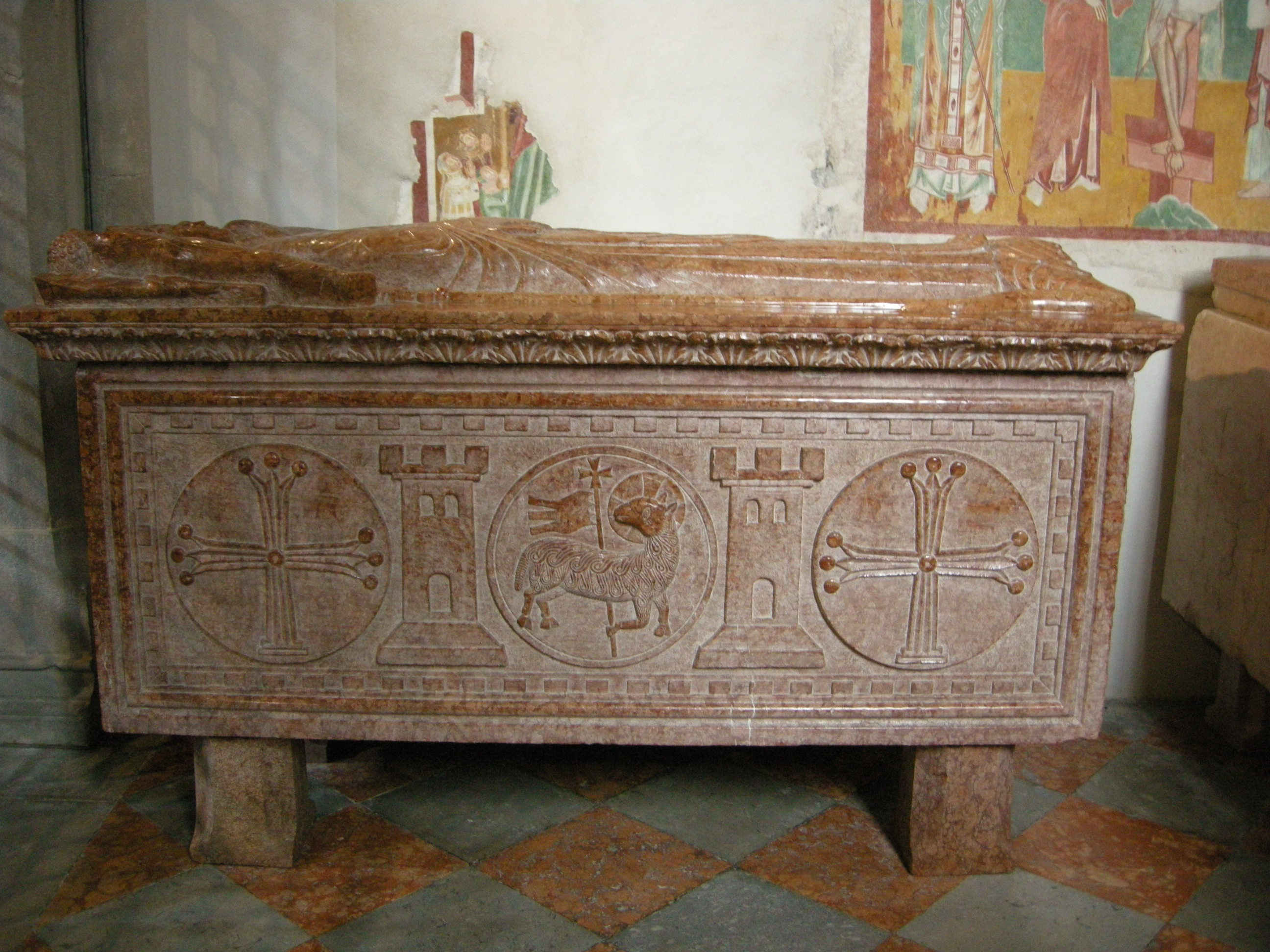
Tomba di Raimondo della Torre nella Basilica di Aquileia.

Raimondo strinse alleanze con Padova e Genova; lottò contro i goriziani (che furono poi costretti a rispettare i loro obblighi di fedeltà verso il Patriarcato) per riconquistare il castello di Cormons e contro Venezia per quasi vent'anni per la riconquista di alcune posizioni in Istria; prima con guerra di Capodistria 1274-1279 (scoppiata per portare sostegno a Capodistria, ribellatasi al dominio veneziano): in questa circostanza, per tener fronte al potente esercito veneziano fu costretto a fare delle concessioni ai conti di Gorizia (in particolare la città di Cormons) in cambio del loro appoggio (che si rivelerà intermittente); la tensione si acuì nuovamente (la guerra non aveva cambiato gli equilibri della regione) quando il patriarca, in risposta alla rinnovata avanzata veneziana in Istria (presa di Pirano e Rovigno) ospitò un concilio provinciale e sinodo diocesano (18-19 dicembre 1282) e scomunicò chiunque avesse occupato territori patriarcali; Venezia in risposta occupò Trieste dando il via alla guerra di Trieste (1283-1291): Raimondo, dopo aver tentato inutilmente di cacciare i veneziani dalla penisola con l'assedio di Moccò (guidato dal nipote del patriarca, Goffredo della Torre marchese d'Istria), dovette fare ulteriori concessioni ai conti di Gorizia (Venzone), aumentò più volte le tasse ed indisse la taglia straordinaria ovvero una leva militare dai 18 ai 60 anni, riuscendo ad arruolare 45.000 fanti e 5.000 cavalieri. Dopo due assalti (24 aprile e 7 giugno 1289) il forte Romagna, principale base dell'esercito veneziano, cadde nelle mani del patriarca che inviò una spedizione di rappresaglia a Caorle e Malamocco.
La guerra si concluse con la vittoria del patriarcato, ratificata ufficialmente dalla pace di Treviso (novembre 1291), mediata dal comune di Padova; Venezia tenne l'Istria occidentale in cambio di un tributo e dei pagamenti dei danni di guerra; il patriarcato ottenne la sottomissione di Trieste, che dovette dichiararsi vassalla del Patriarcato (nel 1295 Brissa di Toppo, l'ultimo vescovo a governare sulla città fu costretto a cedere il governo), la conquista di Muggia, Buie, Pola e Moccò.
Da ponente i Trevigiani, i Caminesi, i Da Prata e i Da Polcenigo attaccarono i paesi oltre il fiume Livenza; tali azioni provocarono l'intervento del patriarca che a sua volta devastò il territorio dei Trevigiani.
Raimondo represse varie ribellioni dei suoi feudatari con il consenso dei vescovi di Feltre, di Trieste e Capodistria, poté riprendere possesso di Sacile e riappacificarsi con i Da Camino.
Riuscì anche a stroncare la ribellione dei conti di Gorizia del 1297 provocandone la fuga, anche se gli effetti della vittoria durarono appena due anni, perché lo stesso conte occupò nel (1295) le città di Fianona, Albona e Pinguente e nel 1299 la gastaldia di Tolmino, cedendole solo dopo la minaccia di una guerra aperta con il patriarcato.
Raimondo installò una delle sue residenze presso il castello di Suffumbergo (1298).

## Il governo civile
La figura storica del Patriarca Raimondo spicca per la sua grandezza e lungimiranza, durante il suo patriarcato furono introdotte numerose riforme:
- Proibì i pegni senza licenza, per evitare e combattere l'usura;
- Cambiò quattro volte la moneta patriarcale;
- Restaurò e rifondò la località di San Vito al Tagliamento, circondandola di mura, costruendo due torri a guardia delle porte cittadine e un palazzo patriarcale;
- Ingrandì il palazzo patriarcale di Aquileia;
- Istituì scuole di vario tipo, dove si impartivano lezioni di diritto, medicina, chirurgia e varie altre discipline;
- Ridusse la servitù di masnada (equiparabile alla schiavitù per quell'epoca) con leggi apposite e con concrete azioni di governo.
- Ebbe con testamento del duca Ulrico di Carinzia, per il Patriarcato di Aquileia, la città di Lubiana e sui dominii nelle città della Carniola;
- Costruì un nuovo palazzo patriarcale ad Udine (1287).

A fronte di queste benemerenze, è doveroso riportare alcune sue scelte più discutibili:
- Raimondo nel 1279, mandò in Lombardia truppe scelte friulane ad affiancare le milizie lombarde dei Torriani suoi parenti, che erano in lotta contro i Visconti per il dominio della Signoria di Milano (con la battaglia di Vaprio del 25 maggio 1281, dove cadde anche suo nipote Cassone della Torre, primogenito del fratello Napoleone, Raimondo perse ogni speranza di riconquistare il potere a Milano).
- Utilizzò la pratica del nepotismo, ampiamente diffusa in quei tempi, per assicurare specialmente i luoghi di frontiera nelle mani di persone fidate. Ripopolò il patriarcato di Aquileia introducendo in Friuli numerose casate lombarde, a cui concesse feudi e cariche civili: l'immissione in una società feudale come il Friuli di personale proveniente dai comuni lombardi, dotato spesso di ampie competenze giuridiche, politiche ed economiche, favorì enormemente la crescita delle città.

Durante il suo patriarcato, il Friuli subì poi alcune gravi alluvioni e due rovinosi terremoti nel 1279.